# Rivière du Port aux Quilles
La rivière du Port aux Quilles est un affluent de la rive nord-ouest du fleuve Saint-Laurent, coulant dans la ville de Saint-Siméon, dans la municipalité régionale de comté (MRC) de Charlevoix-Est, dans la région administrative de la Capitale-Nationale, au Québec, au Canada. Le cours de cette rivière se jette dans le Saint-Laurent au village de Port-aux-Quilles, au nord-est de la ville de La Malbaie.
Cette petite vallée est desservie par le chemin du Lac-du-Port-aux-Quilles. La partie inférieure de cette vallée est desservie par la route 138 qui longe le littoral Nord-Ouest du fleuve Saint-Laurent.

## Toponymie
La rivière doit son nom à une petite baie identifiée par Samuel de Champlain en 1626 sous la forme de « Port à Lesquille » sur une carte de 1631. Quant à forme port aux Quilles, elle apparait sur une carte de 1731 de Pierre-Michel Laure. Les mots «équille» et «quille» proviennent des parlés de la Normandie et de la Saintonge et désigne le lançon.
Le toponyme « Rivière du Port aux Quilles » a été officialisé le 5 décembre 1968 par le Gouvernement du Québec.

## Géographie
La rivière du Port aux Quilles a une longueur de 28,38 km et un bassin versant d'une superficie de 79 km2. Elle prend sa source dans la zec Buteux–Bas-Saguenay. Il s'agit d'un petit cours d'eau avec une pente assez forte qui se jette dans le fleuve Saint-Laurent à l'est de Saint-Siméon dans le port aux Quilles.
Le seul lac d'importance dans le bassin versant est le lac du Port aux Quilles, avec une superficie de 104 ha. À partir de sa décharge la rivière coule sur environ 14 km vers le sud-est jusqu'à son embouchure dans l'estuaire du Saint-Laurent.
La totalité du bassin verant est située dans le Bouclier canadien, plus spécifiquement les Laurentides. Les pentes y sont cependant moins fortes que dans le reste de Charlevoix. Le plus hauts sommets du bassin versant dépasse les 500 m pour atteindre le niveau de la mer à l'embouchure. Quant aux dépôts meubles du Quaternaire, ils sont composés majoritairement de dépôts glaciaires, quoi que l'on retrouve quelques dépôts marins près de Port-aux-Quilles.
À Saint-Siméon, la température annuelle est de 3,2 °C avec une température moyenne en juillet-août de 16,5 °C, et de −11 °C en janvier-février. Les précipitations y sont de 1 000 mm avec 700 mm sous forme de pluie et 300 mm sous forme de neige.